# Ольшанський Лев Абрамович
Лев Абрамович Ольшанський (нар. 18 вересня 1914, Дніпропетровськ, Російська імперія — пом. 9 серпня 1995, Москва, СРСР) — радянський футболіст та тренер, виступав на позиції півзахисник та нападник. Заслужений тренер Узбецької РСР.

## Кар'єра гравця
З 1930 року виступав за «Спартак» (Дніпропетровськ), у 1932-1935 роках — за «Старт» (Москва), у 1936-1938 роках — за клубну команду ленінградського «Динамо». У 1938 році зіграв два матчі за «Динамо» в чемпіонаті СРСР проти земляків з «Електрика» (1:2) і «Зеніту» (2:1). У травні 1939 року зіграв чотири матчі в групі «Б» за московський «Харчовик», відзначився одним голом — у ворота єреванського «Спартака».

## Кар'єра тренера
З 1948 року — на тренерській роботі. Працював у командах «Динамо» Московська область (1948-1949, тренер), «Машинобудівник» Подольск (1950), «Спартак» Ашхабад (1951-1954), «Спартак» Ташкент (1954-1955, старший тренер; 1956-1957, 1960-1963, тренер), «Пахтакор» (1957-1959).
У 1964-1978 тренував команду КФК «Динамо» (Москва). Дворазовий володар Кубку СРСР — 1970 («Стріла») і 1972 («Алмаз», ОФК-3).
Помер у 1995 році. Похований на Востряковському кладовищі.